# Pedro Leal Llaneza
Pedro Leal Llaneza (La Felguera, Langreo, 1971) es un político español. 
Fue concejal de Langreo por el Partido Popular entre 2003 y 2011 y por Foro Asturias entre 2011 y 2015. Desde ese año es Diputado en la Junta General del Principado por Foro Asturias, hasta que es expulsado del partido en 2020 y pasa a ser independiente. Presidió Foro Asturias en el verano de 2018. En 2022 funda su propio partido, Suma Principado, con el que se presentó a la Presidencia del Principado de Asturias en las elecciones autonómicas del 28 de mayo de 2023, obteniendo 1.094 votos (un 0,20 %).
Pedro Leal nació en 1971 en La Felguera, Langreo, Asturias y estudió Derecho en la Universidad de Oviedo. Trabajó profesionalmente como abogado.

## Trayectoria política

### Concejal del Ayuntamiento de Langreo (2003-2015)
En las elecciones municipales de 2003 fue incluido en las listas electorales del Partido Popular y fue elegido concejal del Ayuntamiento de Langreo. En las elecciones municipales de 2007 es nombrado candidato a la alcaldía de Langreo por el PP. Vuelve a conseguir puesto de concejal y se convierte en el líder de oposición en la Corporación 2007-2011. En 2011 le desgrada la decisión del Partido Popular de nombrar a Isabel Pérez-Espinosa como candidata en las elecciones autonómicas de 2011 y abandona la formación. Se afilia al recién creado partido Foro Asturias, presidido por Francisco Álvarez-Cascos.
En abril de 2011 fue designado por Foro Asturias aspirante a la alcaldía del Ayuntamiento de Langreo en las elecciones municipales de mayo de 2011. Sería portavoz del partido en el Ayuntamiento en la Corporación 2011-2015.

### Diputado en la Junta General (2015-2023)
En las elecciones autonómicas de 2015 es incluido en la lista electoral de Foro Asturias, aunque no consigue escaño en la Junta General. Sin embargo, en septiembre de 2015 el diputado Argimiro Rodríguez dimite y es sustituido el 29 de octubre de 2015 por Pedro Leal. Sería diputado en la X Legislatura (2015-2019). En las elecciones a la Junta General del Principado de Asturias de 2019 es incluido tercero en la lista electoral de Foro Asturias y salen elegidos dos diputados: Adrián Pumares y Carmen Moriyón, la candidata a la presidencia y que dimite antes de tomar el acta. Le sustituye Pedro Leal, siendo elegido diputado en la XI Legislatura (2019-2023).

#### Presidente de Foro Asturias (2018)
En 2015 Álvarez-Cascos dimite como presidente de Foro Asturias y la presidencia recae en Cristina Coto. Coto dimite en junio de 2018. El 18 de junio de 2018 es nombrado presidente del partido de manera provisional hasta la celebración de un congreso el 29 de septiembre de 2018, en donde se elige líder a Carmen Moriyón.

#### Expulsión de Foro Asturias (2020)
Carmen Moriyón, presidenta de Foro Asturias desde 2018, inicia un proceso de purga para desligar a la polémica figura de Francisco Álvarez-Cascos de su propio partido. Pedro Leal se mantiene fiel a Álvarez-Cascos y crítico con Moriyón y es expedientado en enero de 2020. Finalmente, el 16 de mayo de 2020 es expulsado de Foro Asturias. Leal no deja su acta de diputado, aunque pasa a formar parte del Grupo Mixto y deja a Foro con un solo diputado en la Junta General.

### Presidente de Suma Principado (2022-act.)

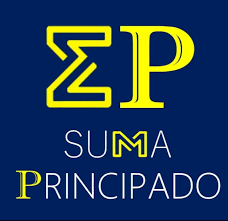
Logo del partido Suma Principado

Siendo aún diputado en la XI Legislatura de la Junta General, Pedro Leal funda en diciembre de 2022 su propio partido: Suma Principado. En este partido convergen exmiembros de Foro Asturias que se sitúan leales a Álvarez-Cascos y disconformes con Carmen Moriyón. Nació con la idea de formar una coalición electoral junto al Partido Popular de Asturias en las elecciones municipales y autonómicas de 2023, aunque finalmente el PP rechazó la propuesta de coalición y ambos partidos se presentaron por separado. Pedro Leal pasa a ser el aspirante a la Presidencia del Principado de Asturias en las elecciones a la Junta General del 28 de mayo de 2023. Conseguiría el 0,20 % de los votos y no entraría en la Junta General.